# Геропогон гібридний
Геропогон гібридний (Geropogon hybridus) — вид трав'янистих рослин родини айстрові (Asteraceae), поширений у Середземномор'ї й на Близькому Сході. Геропогон гібридний — єдиний вид у свому роді.

## Опис
Однорічна рослина 20–60(80) см заввишки, гладка, проста або розгалужена. Листки вузько лінійні, гострі. Квіти від рожевого до фіолетового забарвлення. Листки довжиною до 18.0 см, шириною 0.8 см, голі чи запушені при основі. Сім'янка 2.0–2.5 мм довжиною, шириною 1.5 мм, блідо-коричневим, з ниткоподібним дзьобом; дзьоб ≈2.5 мм довжиною. Папуси зовнішніх сім'янок 2.0–9.0(12.0) мм довжиною; папуси внутрішніх сім'янок 12.0–18.0 мм довжиною.

## Поширення
Північна Африка: Єгипет, Алжир, Лівія, Туніс, Марокко, Макаронезія; Азія: Азербайджан, Кіпр, Грузія, Ізраїль, Йорданія, Ліван, Сирія, Ірак, Іран, Туреччина; Європа: Крим — Україна, Греція, Албанія, Хорватія, Мальта, Італія, Франція, Іспанія, Португалія.
Входить до переліків видів, які перебувають під загрозою зникнення на територіях АРК і м. Севастополя.

## Галерея

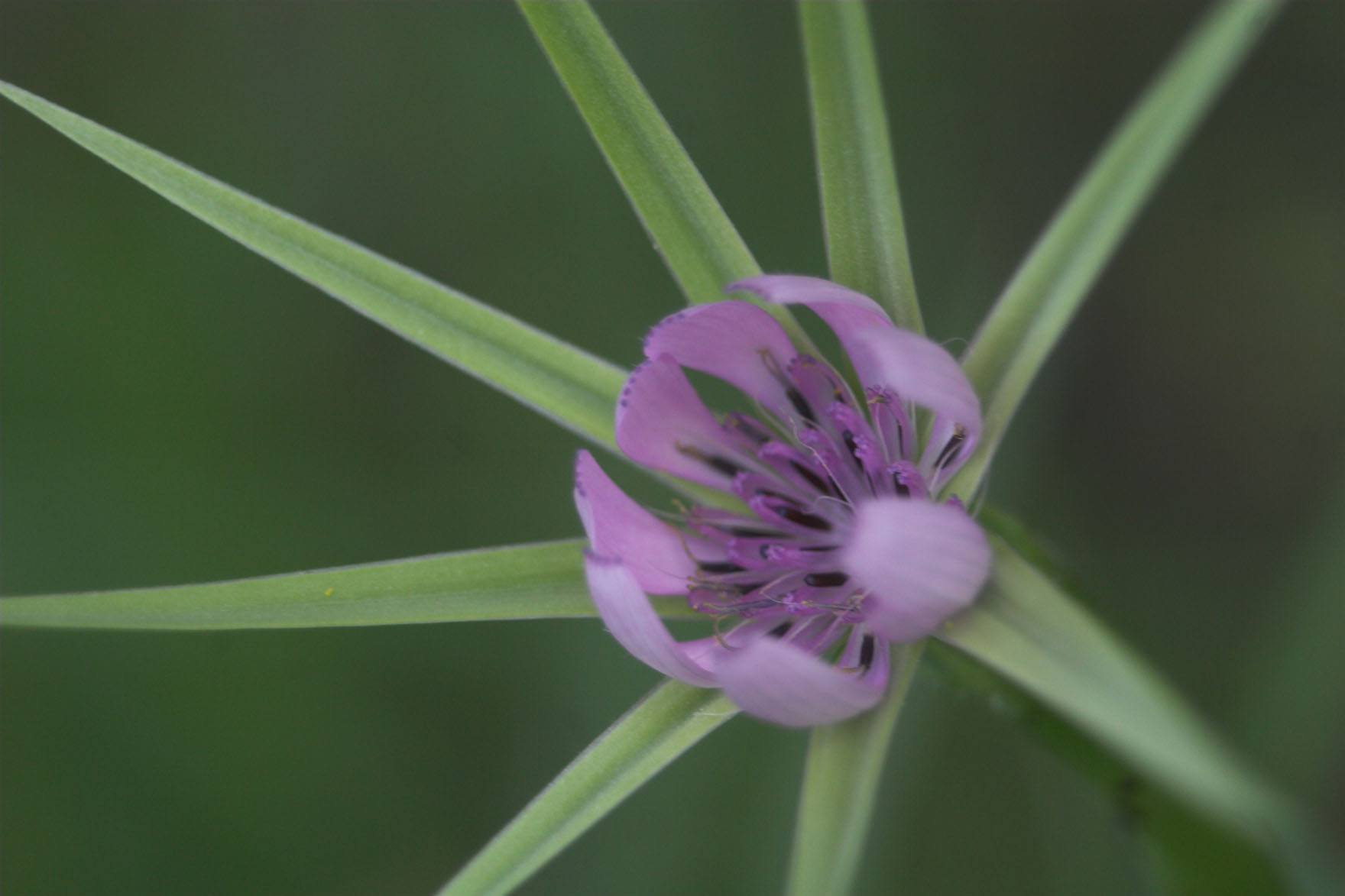
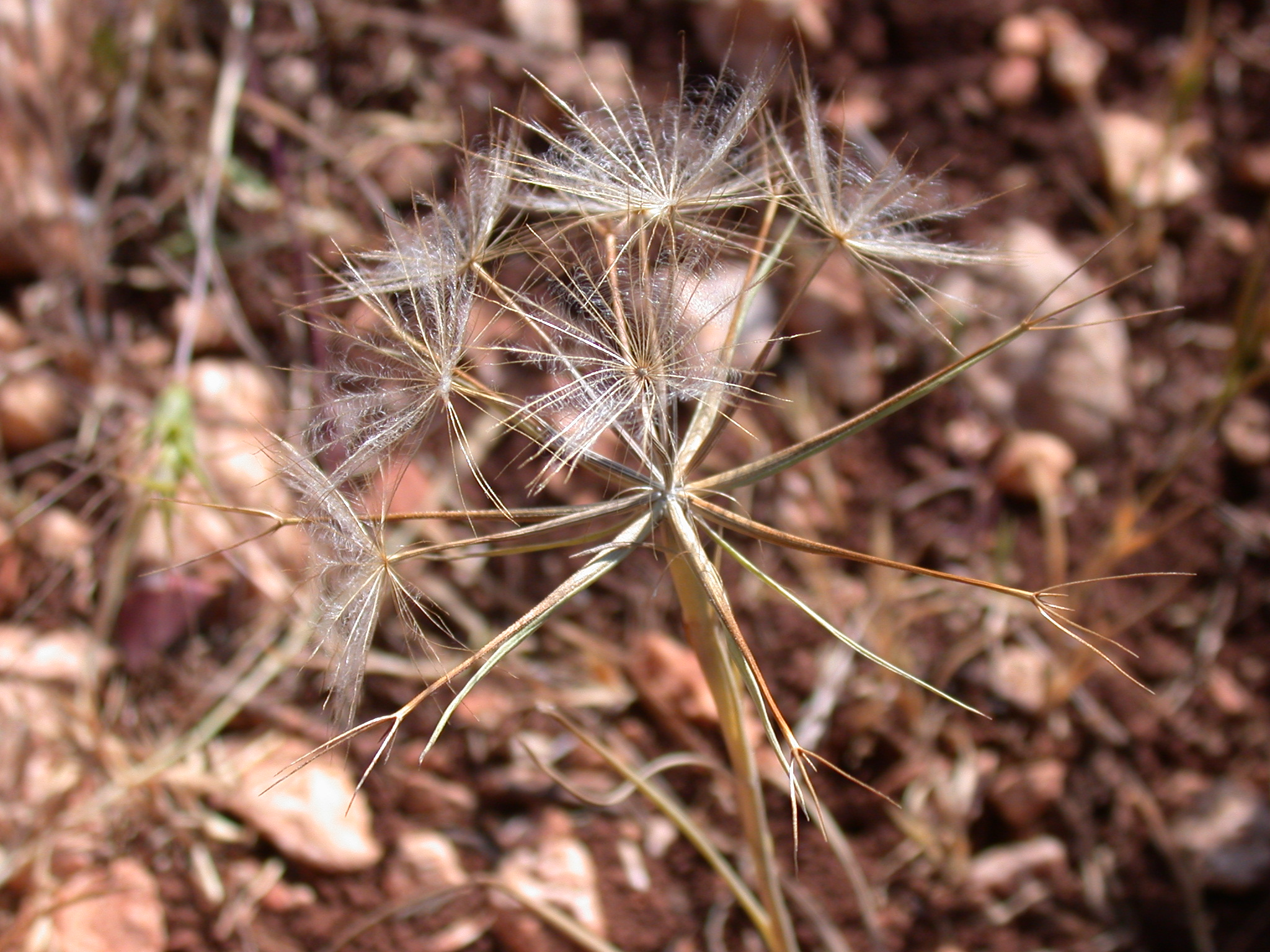
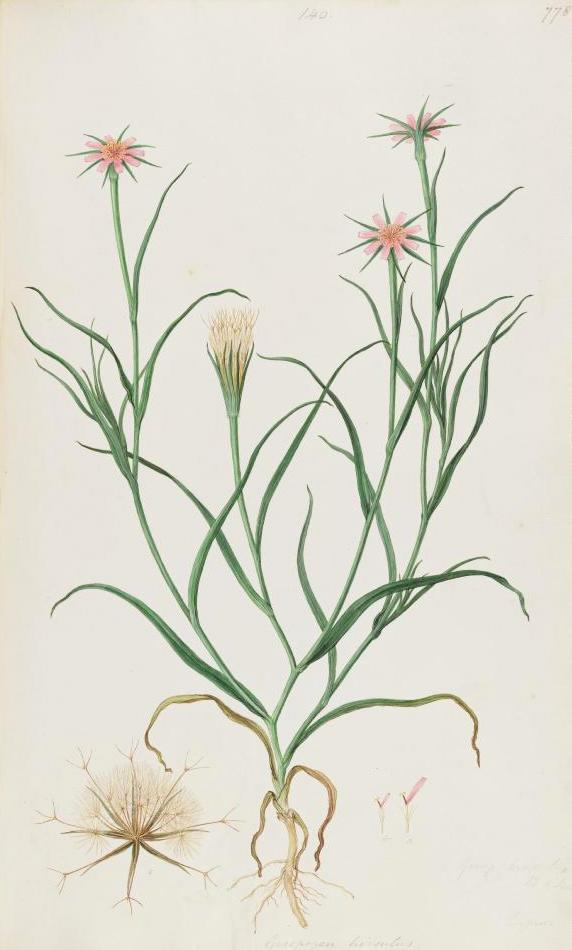